# Вьетнамский костюм

Изображение вьетов в китайских летописях

Вьетнамский костюм — совокупность национальных костюмов народов, населяющих Вьетнам, а также современная одежда, которую носят его жители.

## Исторические костюмы

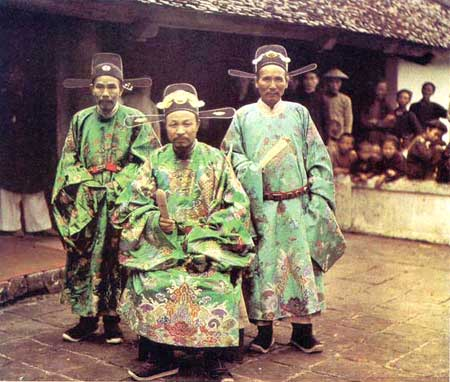
Вьетнамские чиновники. Конец XIX века

До династии Нгуен знатные вьетнамцы носили адаптированную китайскую одежду, а простолюдины — собственно вьетнамскую, причём в Средневековье одежда была очень важным социальным маркером, существовали строгие правила, регламентировавшие костюм. Простолюдинам было запрещено носить яркие цвета, в некоторые периоды разрешались только чёрный, коричневый и белый цвета. Монархи могли носить запрещённые остальным слоям населения золотые одежды, а знать — красные и багряные. Фасоны и цвета одеяний зависели от текущей даты и положения носителя.
В правление династии ранних Ли был выпущен эдикт, запрещающий «маньчжурскую одежду», а Нгуен Фук Ань, взойдя на трон, выпустил следующий приказ:

Для одежд военных и гражданских нужно разработать новую систему, полагаясь на стандарты династий Хань и Тан, а равно и Минской империи. Одежды и инструменты учёных и простых людей пусть будут слегка похожи на подобные им в Минской империи. Мы должны постараться вытравить дурные обычаи Северных династий ради нашей культуры.
Оригинальный текст (кит.)其文武官服、参酌汉唐历代至大明制度及新制式样、其士庶服舍器用、略如大明体制、尽除北朝陋习、为衣冠文献之邦矣！
— 新制式样”指的是當時的裝束
Крестьяне одевались в пижамообразные шёлковые костюмы, называемые на севере аокань (áo cánh), а на юге — аобаба (áo bà ba). Обычные головные уборы крестьян — обёрнутая вокруг головы полоска парчи «кхандонг» (khăn đống) и «нонла» — вьетнамский вариант конической азиатской шляпы. Обуви простые вьетнамцы часто не носили, на праздники надевали сандалии из бамбука. Знатные жители столицы Хюэ носили башмаки, их простолюдинам надевать было также запрещено.

### Аотытхан
Аотытхан, «платье из четырёх частей», вместе с майкой-передником йем (yếm), носили простые женщины. Аотытхан отличается от аозая тем, что у него отсутствует горловина, туника просто накидывается на плечи. Император Минь Манг предписал женщинам также носить штаны, хотя с окончанием его правления женщины вновь вернулись к юбкам. В правление Зя Лонга аотытхан превратился в аонгутхан (áo ngũ thân), «платье из пяти частей». Пятая вставка располагалась спереди, на ней располагались пуговицы. Застегнув все, носящий превращал аонгутхан в подобие аозая, а застегнув только нижние пуговицы, в аотытхан.

### Йем

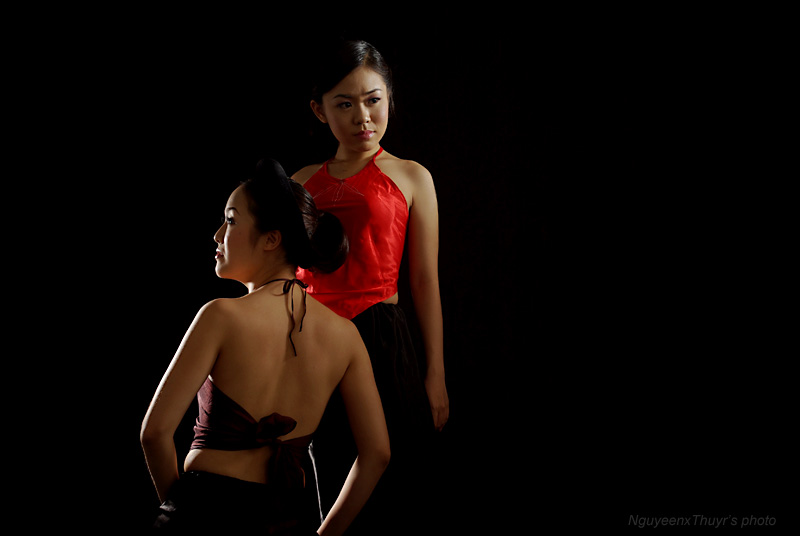
Йем

Неизвестно, когда точно появился передник «йем» (вьет. yếm), однако во время правления династии Ли (XII век) считался нижним бельём. Йем — это четырёхугольный кусок ткани с завязками на шее и боковинах. Его надевали под аотытхан или аозай, причём для праздников предназначался особый, разноцветный йем, а для работы — белый или серый.

## Современная одежда
При Нгуенах вьетнамский костюм изменился, восприняв французскую и маньчжурскую одежду, оформился аозай. В XX веке вьетнамские модельеры зачастую черпают вдохновение в национальных костюмах.

### Аозай

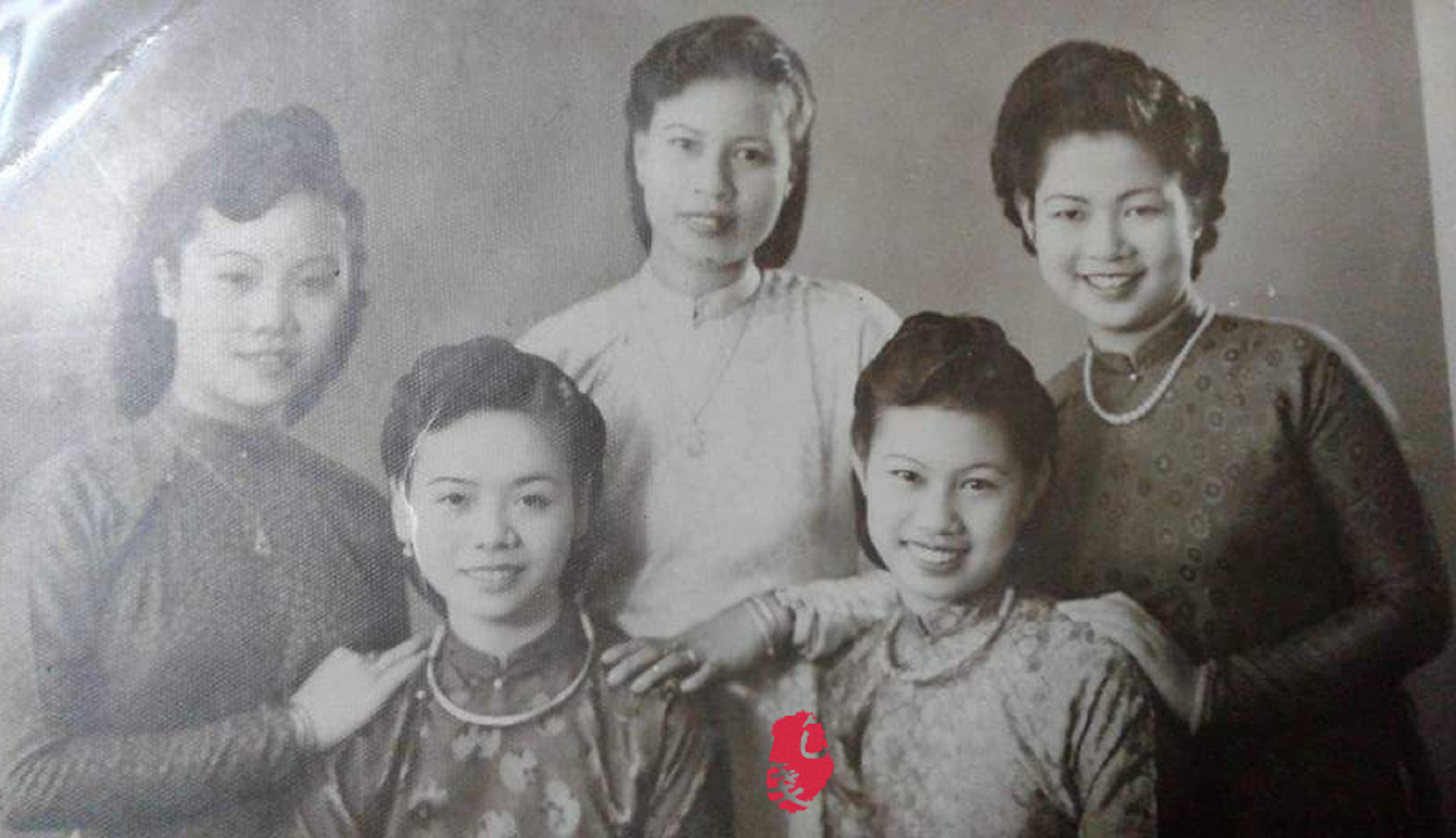
1950.

Самый известный в мире и популярный среди населения вьетнамский костюм называется аозай (áo dài). Исторически, в конце XVIII века, это была одежда привилегированного сословия. Существуют как женские, так и мужские виды аозай, однако в XX веке, вместе со сменой фасона (переходом на двуполый покрой, переносом пуговиц на боковину и кроением по фигуре), его стали носить в основном женщины. Аозай состоит из длинного платья с разрезами по бокам и просторных брюк. В повседневной жизни традиционную одежду во Вьетнаме вытеснила западная, единственным исключением является аозай, ставший формой во многих школах и колледжах. Мужчины обычно носят костюм кхандонг аозай — платье аозай в комплекте с кхандонгом, особым головным убором в виде ленты, обмотанной вокруг головы на лбу и затылке.

## Национальная одежда

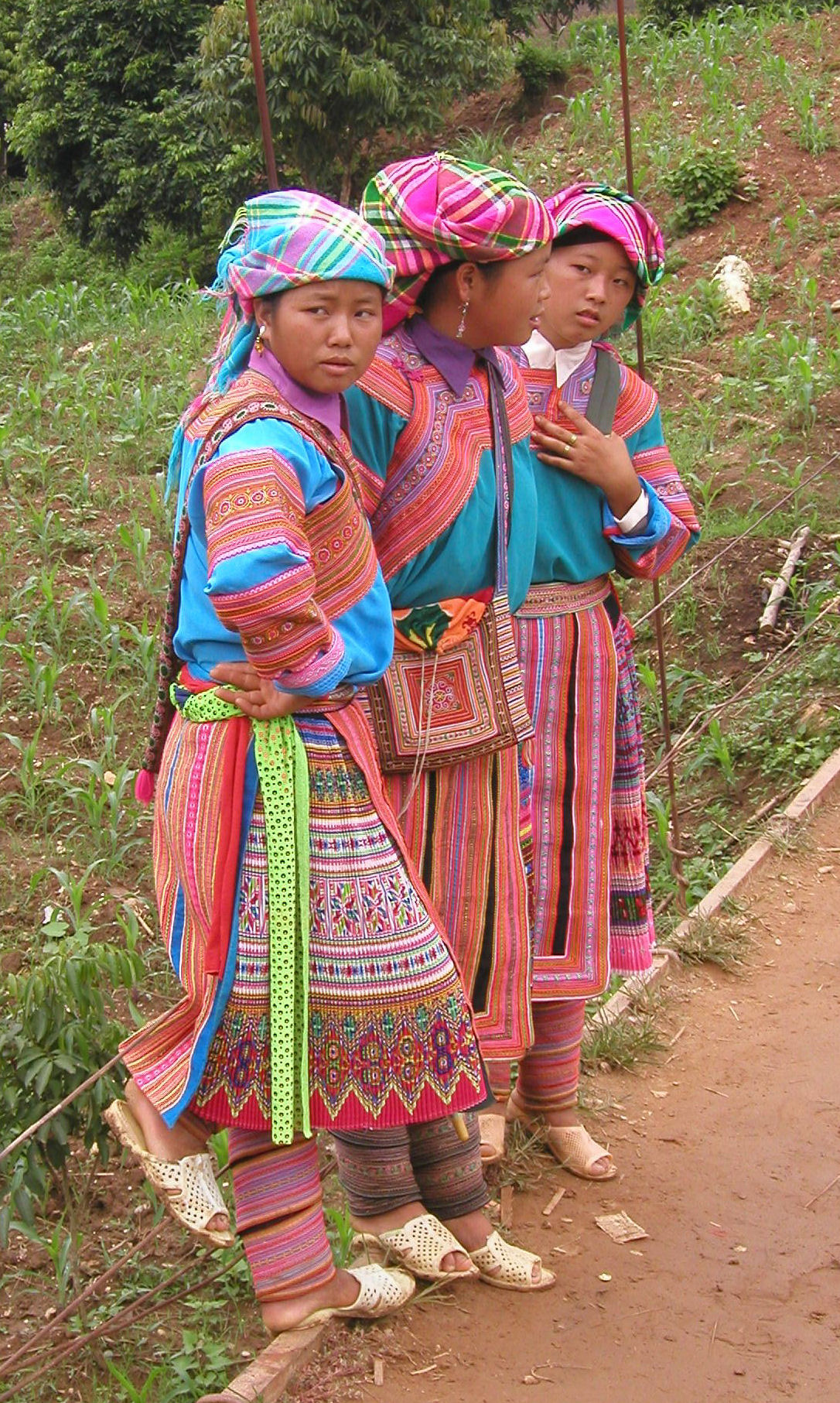
Цветочные хмонги

### Зао
Костюм народа зао (вьетнамское наименование яо, в который входит несколько этнических групп, в том числе, яо с монетками и красные яо), состоит из вышитых штанов и рубашки, причём зао с монетками широко используют монетки, бисер и вышивку. Красные зао названы так по цвету головного платка и основному цвету отделки костюмов. У красных зао женщины носят длинную рубашку, а мужчины — две: короткую и длинную, причём и мужским, и женским рубашкам вышивают рукава так, что кажется, будто короткий рукав надет поверх длинного. Нижние штаны вышивают растительным, фруктовым, квадратным орнаментами, свастикой, поверх них надевают чёрные штаны без рисунка.

### Монг
Женщины народа монг (хмонги) носят льняную одежду, украшенную вышивкой гладью с настилом и крестом геометрическими и природными орнаментами: устричными, крабовыми, в форме вершин гор, спиралей, кругов, цветов тыквы, чеснока и других. Юбка типа «солнце», подвязывается поясом, поверх носят фартук. Основные цвета отделки — синий, красный, белый и жёлтый.

### Синие хани

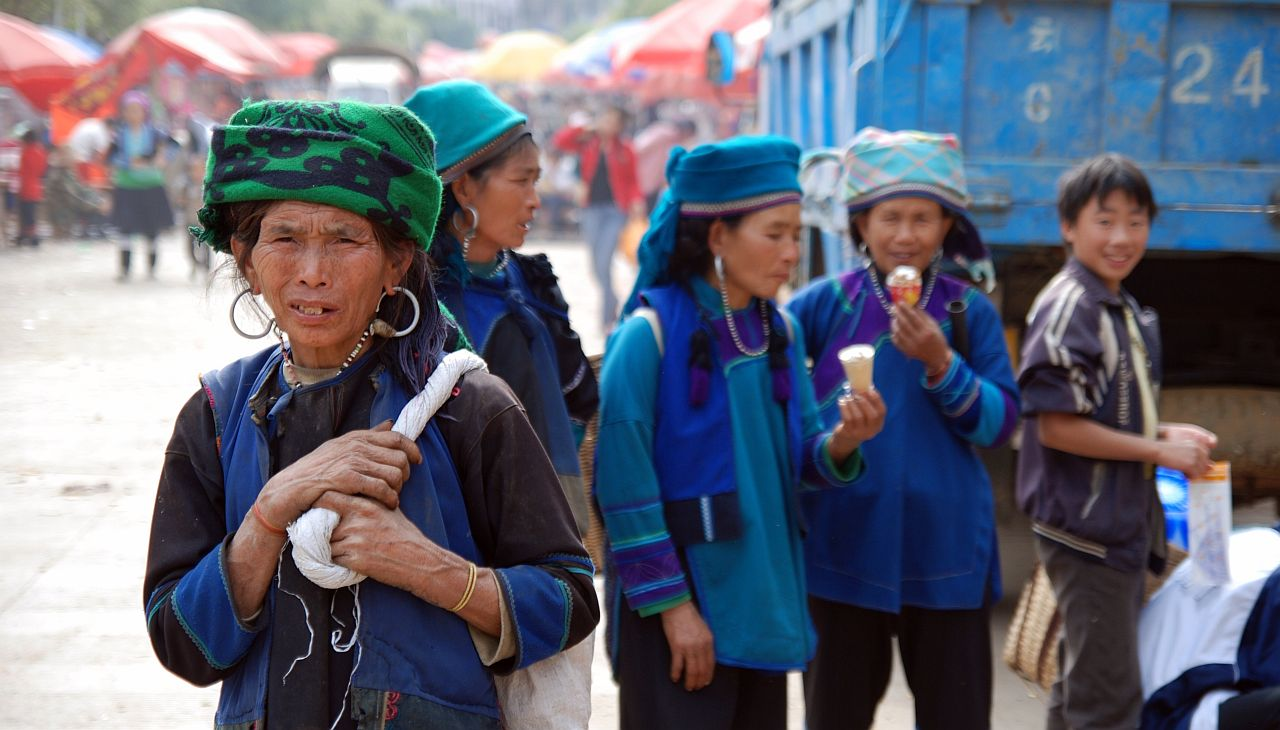
Хани в Китае (Юньнань)

Хани выращивают рис и хлопок, из которого изготавливается национальный костюм, состоящий из головного убора, блузки, пояса, передника и штанов. Головной убор женщин — фальшивые волосы из конского хвоста, заплетённый в толстые косы, детям надевают шапочки с бусами и бахромой, которые должны уберечь ребёнка от вредного ветра, мужчины носят чалму. На женских блузках нашиты серебряные цветы. Костюм повседневно-праздничный, выделенной одежды для праздников нет; в общем изготовление костюма занимает месяц, его вышивка — неделю. 

### Патхен

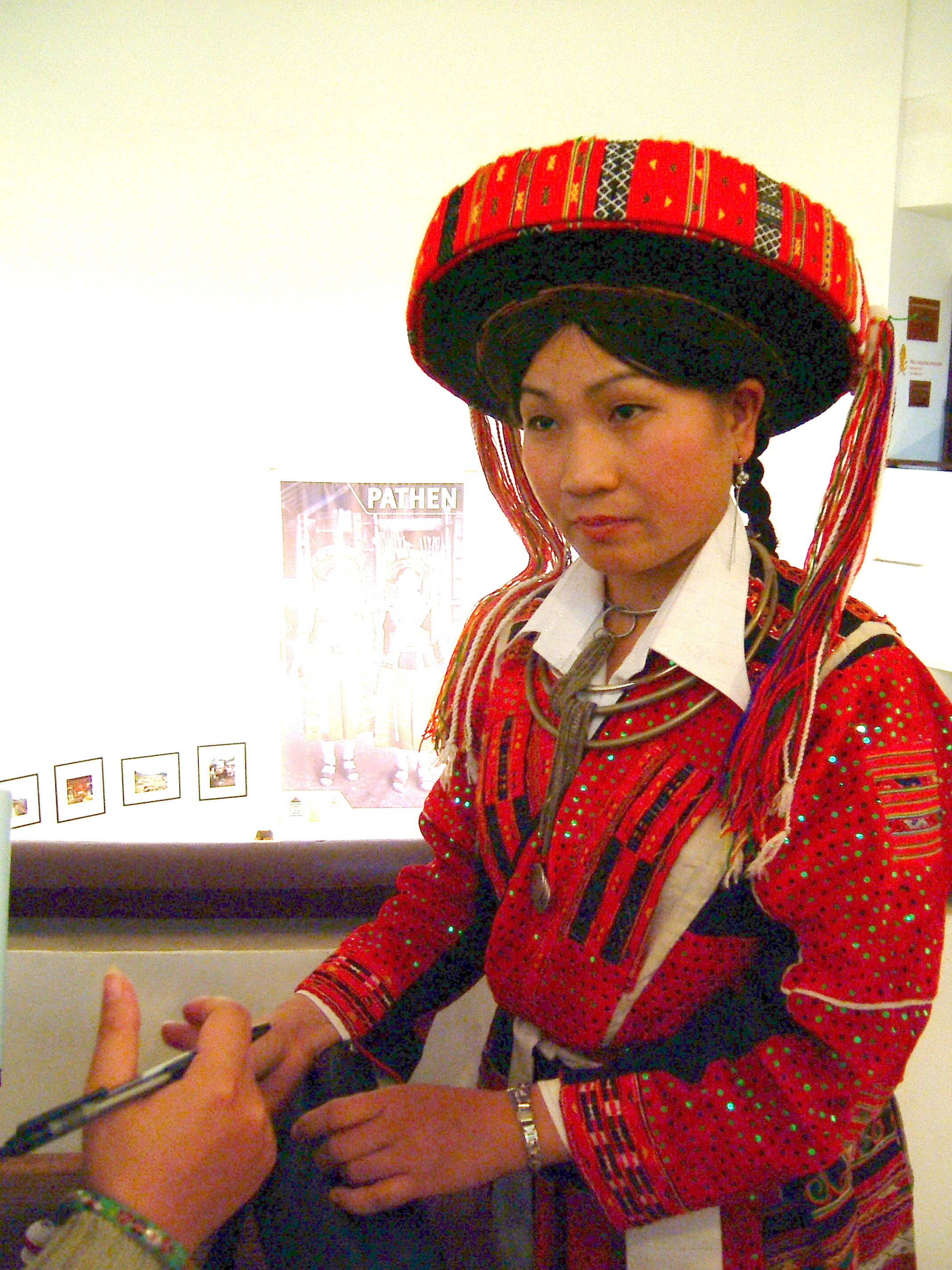

Аналогично многим другим малым народам Вьетнама, у патхен рукоделие является женской работой, девушка должна изготовить себе свадебную одежду сама, это занимает не меньше месяца. Головной убор патхен похож на вьетский «кхансеп», но значительно больше его по размеру, кроме того, на патхенский головной убор нашивают свисающие украшения. Женская рубашка удлинённая, передняя часть короче задней. Юбка плиссированная, вышитые орнаменты покрывают бока. Перед юбки остаётся без украшений, так как там спускаются концы красного или белого вышитого пояса.

## Причёски

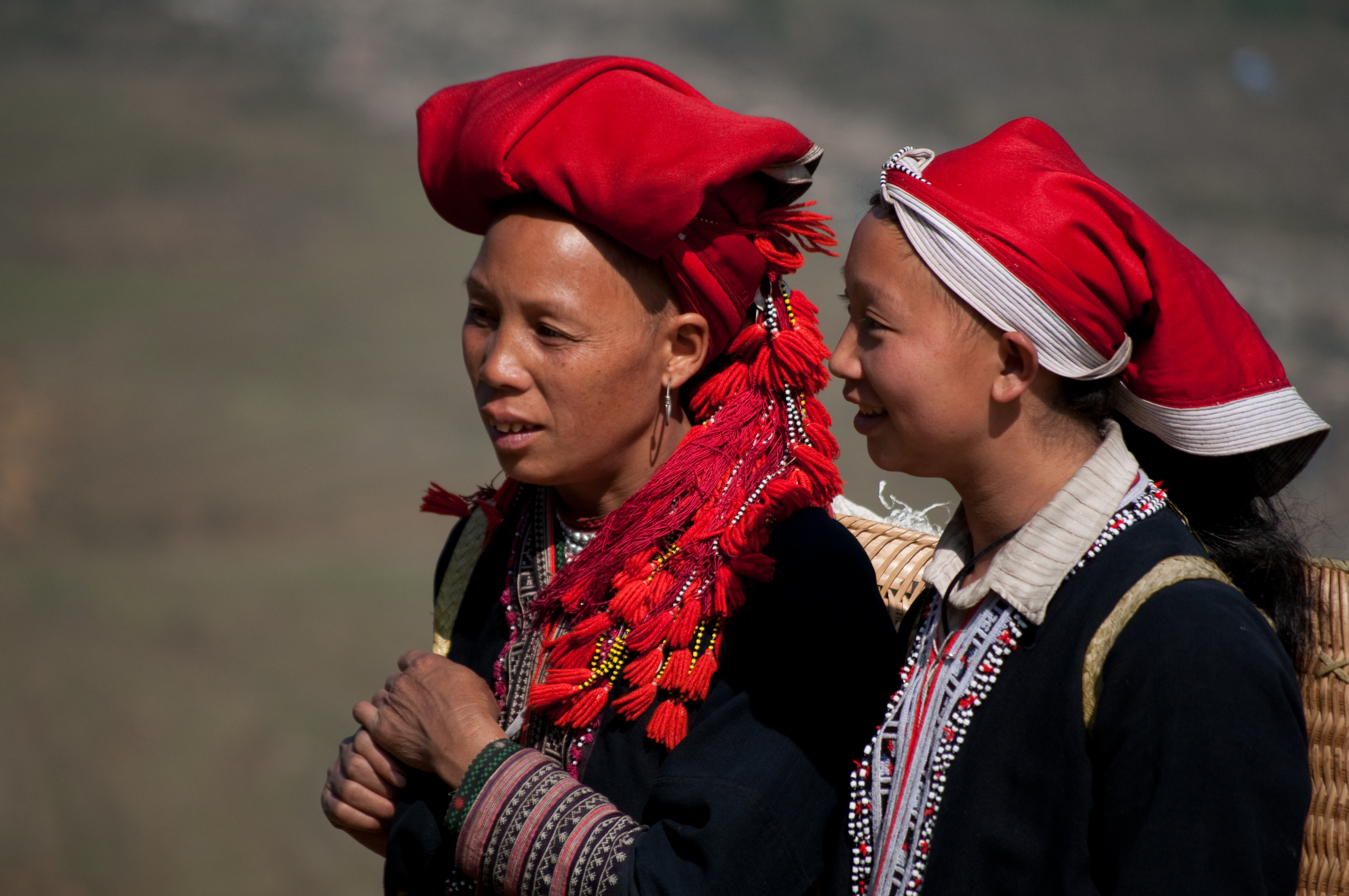
Женщины из народа красных яо

Ещё в правление хунгвыонгов вьеты носили одну или две косы и пучки на затылке и макушке. Жительницы северного Вьетнама укладывают волосы со вплетённой в них лентой вокруг головы, жительницы юга скрепляют причёски гребнями.
У многих народов, населяющих Вьетнам, имеются собственные причёски: девушки народа тхай до замужества делают из волос низкие пучки, а после укладывают волосы на затылке. Красные яо носят объёмный головной убор, закрывающий волосы, цветные хани надевают шляпу с бусами и бахромой, чёрные хани же отличаются скромным головным убором чёрного цвета. хмонгские женщины не носят шляп, они заплетают в причёску разноцветные нити, а мыонгские — оборачивают причёску отрезом белой ткани. Народ нгаи (вьетнамские хакка) заплетает волосы в две косы.
Вьетские женщины вместе с аотытханом носят треугольный головной платок «мокуа», похожий спереди на клюв вороны.